# Bruno Hartman
Bruno Hartman, slovenski literarni zgodovinar, gledališki zgodovinar, dramaturg, bibliotekar, prevajalec in publicist, * 29. september 1924, Celje, † 30. oktober 2011, Maribor.

## Življenjepis
Hartman je osrednja osebnost slovenskega knjižničarstva. Njegova življenjska pot je razgibana, polna novih spoznanj, usmerjena strokovno, znanstveno in kulturno. Posegel je na mnoga področja izobraževanja, znanosti in kulture. Po študiju književnosti južnoslovanskih narodov, slovenskega jezika, francoščine in primerjalne književnosti na ljubljanski univerzi je bil profesor na učiteljišču in gimnaziji v Murski Soboti, nato pa je poučeval na mariborskem učiteljišču. Pritegnilo ga je gledališče, najprej ljubljanska Drama, mariborsko gledališče in še Slovensko ljudsko gledališče v Celju. Zatem je nadvse uspešno vodil Študijsko knjižnico v Mariboru in Univerzitetno knjižnico Maribor do svoje upokojitve leta 1989.

## Znanstveno delo
Vso širino njegovega vsestranskega delovanja nam odkriva njegova bibliografija. Veliko let se je posvečal slovenistiki. O tem pričajo njegova disertacija z naslovom Celjski grofje v slovenski dramatiki, študije o Novačanu in številni članki o literarnem dogajanju v nekdanjem Mariboru. Z gledališčem se je ukvarjal kot lektor, dramaturg, umetniški vodja in upravnik. Za nove uprizoritve je prevedel številna dramska dela, med njimi tudi vrsto umetnin svetovnih avtorjev. Bil je med pobudniki Borštnikovega srečanja v Mariboru in ga dolga leta sooblikoval. S sodelavci je zasnoval in uredil zbornik Maribor skozi stoletja, v katerem je objavil pregledne prispevke o zgodovini gledališča, knjižničarstva in tiskarstva. Je avtor publikacij Slovensko dramsko gledališče v Mariboru do druge svetovne vojne in Kultura v Mariboru. V Časopisu za zgodovino in narodopisje je objavil veliko znanstvenih prispevkov. S kulturnozgodovinskimi razpravami je sodeloval na več znanstvenih zborovanjih. Z biografskimi prispevki za Slovenski biografski leksikon in Enciklopedijo Slovenije se je uvrstil med najplodovitnejše sodelavce za območje severovzhodne Slovenije. Objavil je tudi biografiji Rudolfa Maistra in Janka Glazerja. Poznan je tudi kot izvrsten prevajalec proze, med katero uvrščamo dela Hemingwaya, Cronina in Remarqua.
Od leta 1965 je usmerjal razvoj knjižnice v ugledno visokošolsko ustanovo. Tako je knjižnica leta 1975 kot enakopravna soustanoviteljica podpisala Sporazum o združitvi z Univerzo v Mariboru in dobila ime Univerzitetna knjižnica Maribor. Ravnateljeva prizadevanja, ki so trajala dobri dve desetletji, da bi knjižnica dobila novo funkcionalno stavbo, so se uresničila leta 1988. Novo stavbo je projekt postavil ob obstoječo nekdanjo hranilnično zgradbo, ki je bila načrtovana za bodoči rektorat. S tem naj bi na tem prostoru nastalo mariborsko univerzitetno središče. V začetku oktobra 1988 je bila na spodbudo prof. dr. Hartmana organizirana simbolična selitev knjižničnega gradiva z »živo verigo«, v kateri si je nad tisoč ljudi, med njimi predstavniki univerze, dijaki in študentje, podajalo knjige iz rok v roke na razdalji med staro knjižnico in novo knjižnično zgradbo ter tako izrazilo navdušenje nad preselitvijo te pomembne mariborske ustanove. Hartman je s svojimi delavci pomagal ustanavljati in urejati knjižnice v novih mariborskih visokošolskih zavodih. Sodeloval je tudi pri snovanju mreže splošnoizobraževalnih knjižnic na mariborskem območju in bil pobudnik razvoja enotnega računalniškega sistema v knjižnicah. Ob zahtevnem vodstvenem in organizacijskem delu je bil več let urednik revij Knjižnica (1974–79) in Dialogi (1966–68).
Sodeloval je pri ustvarjanju Oddelka za bibliotekarstvo, informacijsko znanost in knjigarstvo Filozofske fakultete  Univerze v Ljubljani, kjer je na študente prenašal svoje bogate izkušnje.  Bil je mdr. imenovan za častnega občana Maribora  (2003) in zaslužnega člana Slovenske matice.

## Nekateri članki
- Degradirani Rudolf Maister (COBISS)
- Univerzitetna knjižnica  Maribor (COBISS)